# Préfecture de Kpélé
Kpélé est une préfecture située dans la région des Plateaux du Togo,. La préfecture couvre 930 km2, avec une population en 2022 de 80 939 habitants.
Les cantons de Kpélé comprennent Kpélé-Akata, Kpélé-Goudévé, Kpélé-Kamè, Kpélé-Nord, Kpélé-Novivé, Kpélé-Govié, Kpélé-Dawlotu, Kpélé-Gbalédzé et Kpélé-Dutoè.